# Rtuťový usměrňovač
Rtuťový usměrňovač byl nejosvědčenější usměrňovač používaný před epochou usměrňovačů polovodičových. Používal se zejména pro vysoká napětí (až 150 kV) a zároveň vysoké proudy (až 10 000 A). Existovaly jak usměrňovače jednoanodové, tak i dvouanodové (pro usměrňování obou půlvln jednofázového proudu); pro třífázový proud existovaly tříanodové nebo šestianodové usměrňovače.
Kvůli schopnosti usměrňovat vysoké výkony s malými ztrátami se tyto usměrňovače používaly zejména při výrobě stejnosměrného trakčního napětí u drah a trolejbusových tratí a v elektrolytických procesech v chemickém průmyslu. Jednoanodové rtuťové usměrňovače s pomocnou elektrodou se používaly i pro fázové řízení.

## Historie
V roce 1882 Jules Jamin a G. Maneuvrier pozorovali usměrňovací vlastnosti rtuťového oblouku. Rtuťový obloukový usměrňovač vynalezl Peter Cooper Hewitt v roce 1902 a dále jej rozvíjeli během 20. a 30. let 20. století vědci v Evropě i Severní Americe. Před jeho vynálezem bylo jediným způsobem, jak přeměnit střídavý proud poskytovaný energetickými sítěmi na stejnosměrný použití drahých, neefektivních a vysoce údržbových rotačních měničů nebo soustrojí motorgenerátorů. Rtuťové obloukové usměrňovače nebo „konvertory“ se používaly pro nabíjení akumulátorů, obloukových osvětlovacích systémů, stejnosměrných trakčních motorů pro trolejbusy, tramvaje a metro a galvanických zařízení. Rtuťový usměrňovač se používal až do 70. let 20. století, kdy byl nahrazen polovodičovými usměrňovači.

## Princip
Ve vysokém vakuu je umístěna kapalná rtuťová katoda. Uhlíková anoda je umístěna dostatečně daleko a tak, aby na ní vypařující se rtuť nekondenzovala. Po zapálení elektrického oblouku (nakloněním usměrňovače nebo přes pomocnou anodu umístěnou těsně nad hladinou rtuti) jsou z hladiny rtuti emitovány elektrony, které se pohybují k anodě. Opačným směrem elektrický proud neprochází, neboť k emisi elektronů z povrchu uhlíku za provozních podmínek usměrňovače prakticky nedochází. Rtuťové páry, které se při hoření oblouku taktéž vytvářejí, kondenzují v horní části nádoby usměrňovače, která je chlazena vzduchem nebo kapalinou.

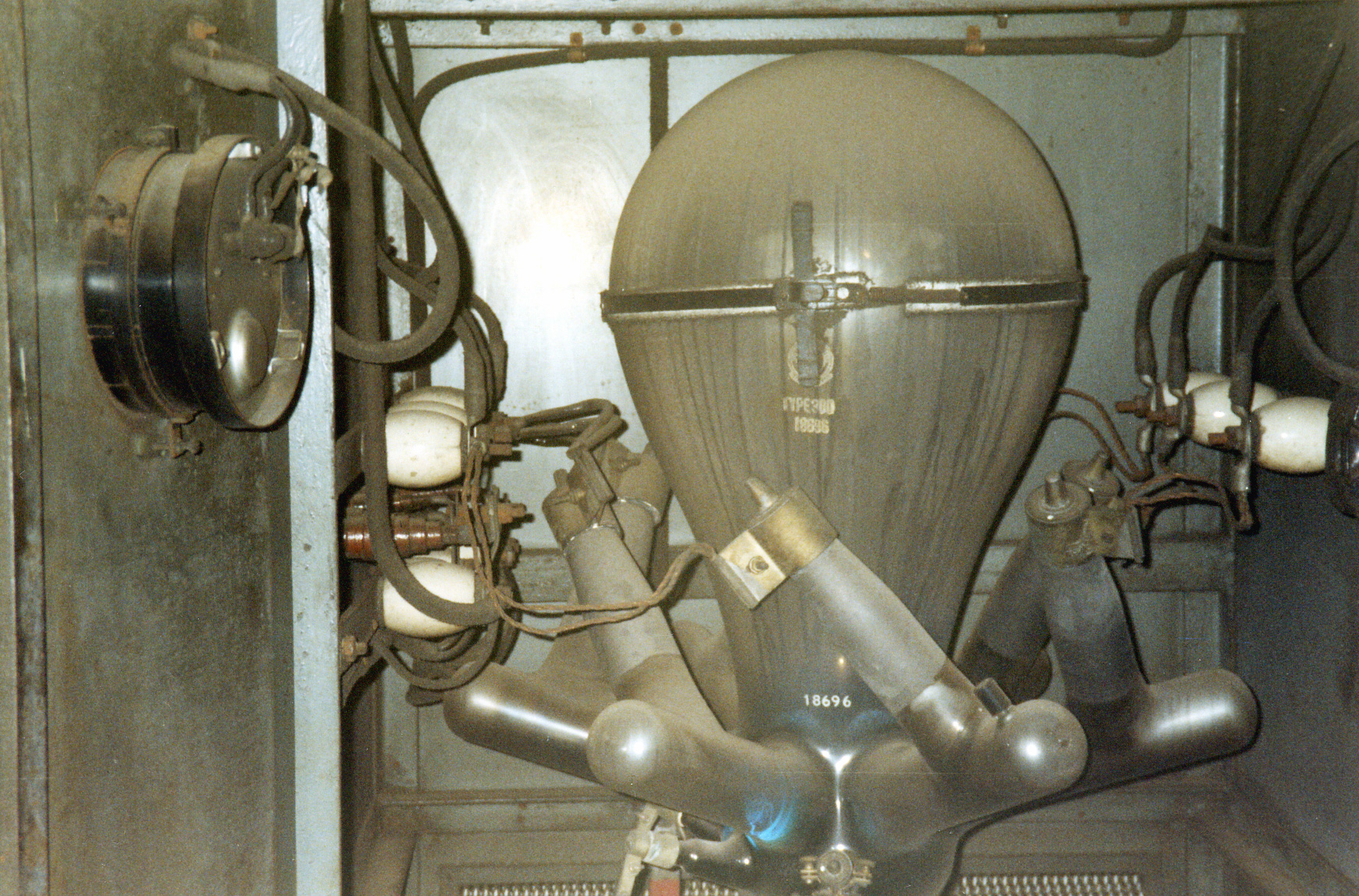
Třífázový šestianodový rtuťový usměrňovač
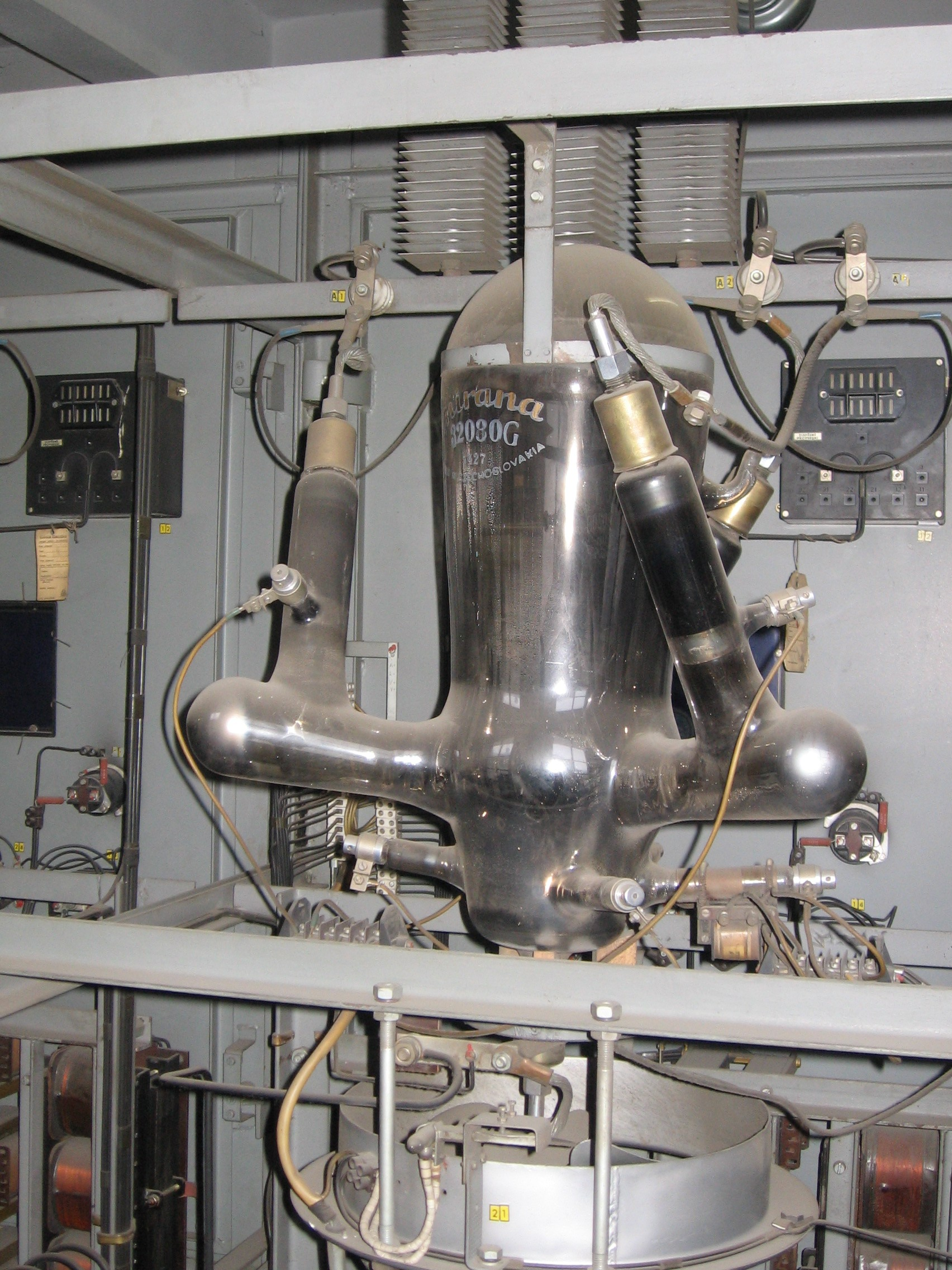
Usměrňovač bez proudu
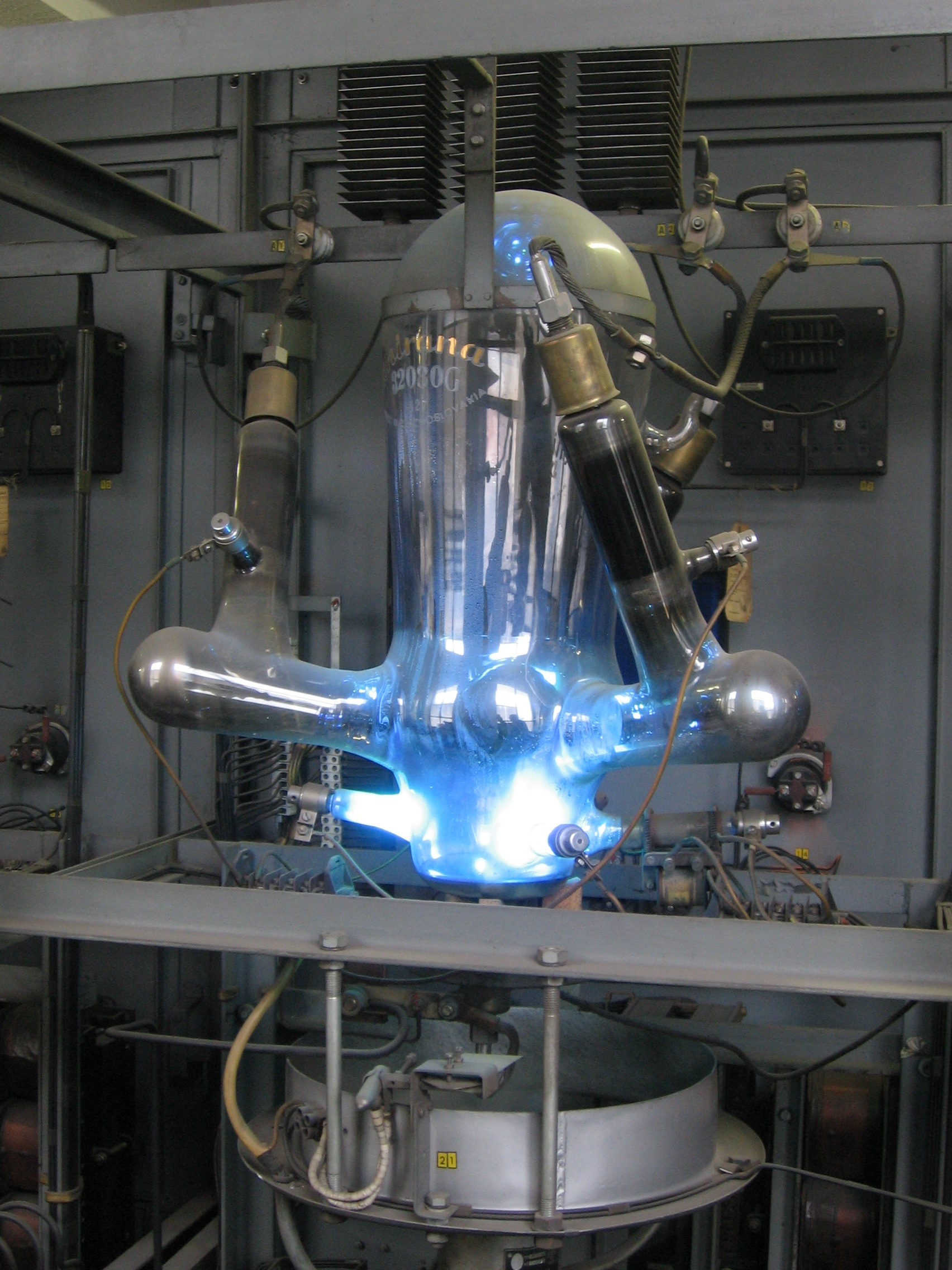
Zapálení pomocnými elektrodami ve spodní části
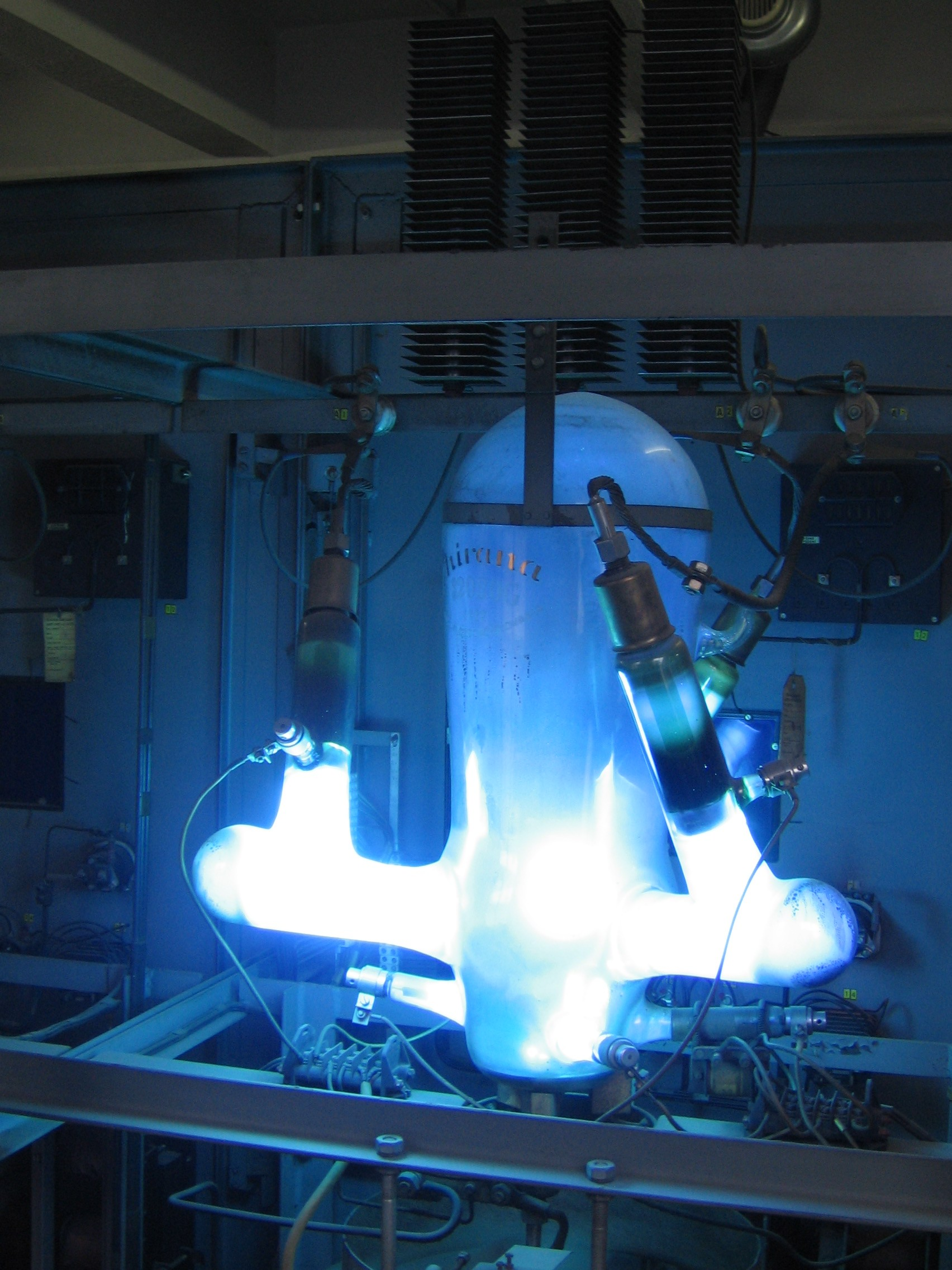
Usměrňovač v provozu